# ولادیمیر ژیرینفسکی
ولادیمیر ژیرینفسکی (روسی: Влади́мир Во́льфович Жирино́вский؛ زادهٔ ۲۵ آوریل ۱۹۴۶ – ۶ آوریل ۲۰۲۲) سیاست‌مدار اهل روسیه بود. وی از سال ۲۰۰۰ تا زمان مرگ نائب‌رئیس دوما بود.
ولادیمیر ژیرینفسکی در سال ۱۹۸۹ حزب لیبرال دموکرات روسیه را بنا نهاد. اظهارات ملی‌گرایانه او در مورد آسیای میانه و و قفقاز بارها مورد انتقاد بوده‌اند.
ژیرینفسکی از اولین شخصیت‌های سیاسی روسیه بود که به پیروزی منیژه سنگین در مسابقه یوروویژن ۲۰۲۱ واکنش نشان داد و گفت: «مطمئن نیستم که این ترانه برای بالا بردن آبرو و اعتبار یک زن روس و در کل روسیه خوب باشد. آهنگی در این جایگاه باید روحیهٔ مثبت ایجاد کند؛ مردم را خوشحال کند. چه کسی آن را انتخاب کرده؟ این آهنگ به درد که می‌خورد؟»
وی در ششم آوریل ۲۰۲۲ پس از یک دوره بیماری سخت در سن ۷۵ سالگی درگذشت. او در اوایل فوریه ۲۰۲۲ به علت ابتلا به کووید ۱۹ در بیمارستان بستری شده بود.

## گفته‌های جنجالی
برخی گفته‌های جنجالی ولادیمیر ژیرینفسکی:
- «من رؤیا دارم که سربازان روسی پاهای خود را با آب گرم اقیانوس هند بشویند.»
- «چرا نمی‌خندید آخر؟ خنده‌دار نیست؟ نمی‌فهمید، ها؟ اینجا روسیه است!»
- «صدام حسین یک دینار هم به من نداد، اگر می‌داد، آن را می‌گرفتم.»
- «هر چه مردم تحصیل کرده‌تر باشند، انقلاب‌ها سریع‌تر رخ می‌دهند.»
- «گاوها از چه دیوانه می‌شوند؟ از دموکراسی بریتانیایی.»
- «ما ۱۰ میلیون روس دیگر به آمریکا خواهیم فرستاد و رئیس‌جمهور خود را در آمریکا انتخاب خواهیم کرد.»
- «باید بر روی پنجره‌های ساختمان مرکز یلتسین میله‌هایی نصب کنند تا حداقل به صورت نمادین نشان دهد که جای یلتسین به خاطر اعمالش کجا است.»
- «دیکتاتوری، یبوست است. دموکراسی اسهال. انتخاب کنید، از کدامش بیشتر خوشتان می‌آید.»
- «در دومای ما همه چیز عالی است، هیچ مخالفی در آن وجود ندارد، همه به اتفاق آرا رای می‌دهند، بهشتی شگفت‌انگیز!»